# Musa Murtazaliev
Musa Murtazaliev, né le 1er août 1989, est un lutteur libre arménien.

## Palmarès

### Championnats d'Europe
- Médaille d'or en catégorie des moins de 84 kg en 2013 à Tbilissi
- Médaille de bronze en catégorie des moins de 74 kg en 2011 à Dortmund